# Place Charles-de-Gaulle (Bucarest)
Pour les articles homonymes, voir Place Charles-de-Gaulle (homonymie) et Charles de Gaulle (homonymie).
 (décembre 2023).
Si vous disposez d'ouvrages ou d'articles de référence ou si vous connaissez des sites web de qualité traitant du thème abordé ici, merci de compléter l'article en donnant les références utiles à sa vérifiabilité et en les liant à la section « Notes et références ».
La place Charles-de-Gaulle de Bucarest (en roumain : Piața Charles de Gaulle) est une place située au nord de la capitale de la Roumanie.

## Situation et accès
La place est située dans le secteur 1 de Bucarest, à l'intersection des boulevards des Aviateurs, Maréchal Constantin Prezan et Primăverii et de la rue Dorobanților.
La place est bordée au nord-ouest par le parc Herăstrău. Le siège de la télévision roumaine est situé à moins de cent mètres au sud-est.
Elle est desservie par la station de métro Aviatorilor.

## Origine du nom
Cette voie porte le nom du militaire, résistant, homme d'État et écrivain français Charles de Gaulle (1890-1970), président de la République de 1959 à 1969.

## Historique
La place s'appelait autrefois place Iancu Jianu, un héros qui avait combattu aux côtés de Tudor Vladimirescu lors de la révolution de 1821 en Moldavie et Valachie.
Pendant la Seconde Guerre mondiale, la place est dénommée « place Adolf Hitler » par l'occupant nazi, avant de reprendre son nom d'origine après le coup d'État d'août 1944 qui renverse le régime d'Antonescu.
En 1948, avec la naissance de la république populaire de Roumanie et l'occupation soviétique, la place est rebaptisée place Staline par les dirigeants du Parti communiste roumain. En 1951, une statue du dirigeant soviétique est érigée au centre de la place, mais dans les années 1960, la politique indépendante de la Roumanie entraîne le changement du nom en place des Aviateurs en raison du boulevard du même nom tout proche et le retrait de la statue.
Après 1990, la place prend le nom de Charles de Gaulle en mémoire des Forces françaises libres et de la visite du premier président de la Ve République en 1968.

## Bâtiments remarquables et lieux de mémoire

### Statue du général de Gaulle
En septembre 2006, à l'occasion du XIe sommet de la francophonie qui se tient à Bucarest, une statue du général Charles de Gaulle est inaugurée au nord-ouest de la place, en bordure du parc Herǎstrǎu. Mesurant 4,6 m de haut, elle est l'œuvre de l'artiste roumain Mircea Spătaru et a été financée par le gouvernement.
Le monument en l'honneur du général de Gaulle a été enregistré par décision du gouvernement no 1610 du 4 décembre 2008, publiée au Moniteur officiel sous le no 843 du 15 décembre 2008, sous l'intitulé de « statue Charles de Gaulle » à l'inventaire centralisé des biens de l'État dans les services de l'administration publique et du ministère de la Culture.

### Croix du siècle
Un monument de l'artiste roumain Paul Neagu, qui commémore la révolution de 1989, est inauguré en 1997 au centre de la place. Il est retiré en 2011 et installé sur un rond-point plus au nord sur le boulevard des Aviateurs.